# 鬼平外伝 正月四日の客
『鬼平外伝 正月四日の客』（おにへいがいでん しょうがつよっかのきゃく）は、2013年に時代劇専門チャンネルで放送された単発のテレビ時代劇。
『鬼平犯科帳』の番外編として時代劇専門チャンネルとスカパー!が共同制作したオリジナル時代劇の第3弾。2012年11月にBSスカパー!で先行放送、2013年1月3日に時代劇専門チャンネルで放送された。
ギャラクシー賞テレビ部門11月度月間賞受賞、第3回衛星放送協会オリジナル番組アワード オリジナル番組賞 最優秀賞（ドラマ番組部門）受賞。

## あらすじ
本所・枕橋にある小さな蕎麦屋「さなだや」は、亭主の打つ蕎麦と、女房のおこうの客あしらいのうまさで客を呼んでいた。
この店は、亭主の決めた習わしで正月四日には「さなだ蕎麦」だけを出していた。すりおろしたねずみ大根の汁を蕎麦つゆに入れて食べるのが「さなだ蕎麦」だった。亭主が育った信州の地元では冬のこの時期にはよく食べられているというが、ねずみ大根のあまりの辛さに常連客は閉口し、正月四日に「さなだや」を訪ねる客はもう何年もいなかった。
ある年の正月四日、外では小雪が舞うなか、大店の主人風の恰幅のよい男が現れた。その客は「さなだ蕎麦」を懐かし気に食べ、何度もおかわりをした。そして、正月四日にしか食べられないと知ると、来年また来るという。
「それでは、来年の正月四日、さなだ蕎麦に会いに江戸に出てきましょう。」
「－－江戸の方ではございませんので？」
若い頃に信州に関わりがあったという客は、それから毎年、正月四日にだけ現れ、「さなだ蕎麦」をおいしそうに食べていった。
男は口数少なく、亭主に微笑んだ眼であいさつし、「さなだ蕎麦を」と食べていく。そんな男が来るのを亭主は心待ちするようになっていた。
ある年の秋、おこうが病であっという間に亡くなった。
気落ちした亭主は店じまいも考えたが、常連客から励まされ、なんとか店を続けることにした。
正月に現れた男は、おこうの位牌に線香をあげていった。
ある寒い日、亭主は亀の小五郎という大泥棒の話を耳にする。
岡っ引きの清蔵によると、小五郎は腕に亀の小さな入れ墨を入れているのだとか。亭主はどきりとした。
男が位牌に線香をあげてくれた時、その右腕に入れ墨があるのを眼にしていたーーー。

## キャスト
- 亀の小五郎：松平健
- 庄兵衛：柄本明
- おこう：市毛良枝
- 前砂の甚七：上杉祥三
- 寅：中西良太
- 市太郎：本田大輔
- しの：海老瀬はな
- お新：田中綾子
- 清蔵：益岡徹
- 高山：中村梅雀（友情出演）
- 井原新十郎：山田純大
- 鮫島久兵衛：平泉成
- ナレーション：小川真司

## スタッフ
- 監督：井上昭
- 原作：池波正太郎「正月四日の客」（角川文庫『にっぽん怪盗伝』所収）
- 脚本：金子成人
- プロデューサー：宮川朋之、小川英洋（時代劇専門チャンネル）、佐生哲雄、足立弘平（松竹）
- 制作：日本映画衛星放送株式会社／松竹株式会社